# Jehan V. Valiquet
Jehan V. Valiquet est un éditeur musical québécois et fondateur du Groupe Éditorial Musinfo Inc.

## Biographie

### Création du Groupe Éditorial Musinfo Inc.
Depuis 1982, l'éditeur Jehan V. Valiquet réussit à prendre une place prépondérante dans le paysage de l'édition musicale au sein de la Francophonie. C'est en août 1982 qu'il fonde le Groupe Éditorial Musinfo Inc. et devient dans les années 1990 à 2010 l'un des éditeurs les plus respectés du milieu de la chanson, autant au Québec et au Canada qu'outre-Atlantique.
C'est lors d'une rencontre fortuite avec l'auteur-compositeur-interprète Nicolas Peyrac en 1983 que la suite de sa carrière d'éditeur prend forme. Peyrac cherche un sous-éditeur pour la totalité de son œuvre musicale. Réalisant alors l'importance du rôle d'éditeur dans la carrière d'un artiste créateur, Valiquet s'engage à fond dans cette association avec Peyrac qui le fait connaître au Canada et en Europe et lui confère une notoriété dans le milieu musical ainsi qu'auprès des créateurs de chansons.

### Parcours au fil des ans, de 1985 à 1999
Entre 1985 et 1995, Jehan V. Valiquet commence à multiplier les voyages et les rencontres artistiques et culturelles, de Montréal à Paris en passant par Cannes et son MIDEM où il fait la promotion des œuvres d'auteurs-compositeurs francophones.
Parmi ses premiers grands bonheurs professionnels, on peut retenir l'obtention des droits d'édition des nouvelles chansons de Nicolas Peyrac (pour la diffusion internationale) et aussi l’acquisition des sous-éditions du répertoire de Serge Lama pour le territoire canadien. Sa route professionnelle le mène également vers diverses associations avec des artistes belges, nommément Alec Mansion, Pierre Rapsat, Muriel Dacq et Jean-François Maljean du duo (Maljean-Willems).
Au Québec, plusieurs œuvres du répertoire de Robert Charlebois, Ginette Reno, Nicole Martin (en particulier l'album Le Goût d'aimer), Martine St-Clair, Mario Pelchat, Belgazou, Bruno Pelletier, Sonia Benezra, Natasha St-Pier ou encore de Lara Fabian font partie du catalogue d'éditions du Groupe Éditorial Musinfo Inc. Par ailleurs, Lara Fabian s'est vu octroyer deux albums « platine » pour ses réalisations, celle de 1995 et celle de 1996. Grâce à l'immense succès de Fabian, Musinfo a reçu en novembre 1996 le trophée de la SOCAN (Société Canadienne des Auteurs-Compositeurs et Éditeurs de musique) pour la chanson Leïla (L.Fabian/S.Meissner) qui figure parmi les dix chansons les plus jouées à la radio pendant l'année 1995.
Les œuvres qui se trouvent sur le plus récent CD du poète québécois Claude Péloquin font aussi partie du catalogue des éditions du Groupe Éditorial Musinfo Inc.
En 1996, Musinfo représente le répertoire de Daran et les chaises récompensé cette année-là par un « Prix Félix » (l'équivalent d'une « Victoire de la Musique » en France), dans la catégorie de "l'artiste ou le groupe de la francophonie qui s'est le plus illustré au Québec", lors du gala annuel de l'ADISQ (Association du Disque et du Spectacle Québécois). Deux ans plus tard, en 1998, Musinfo connaît un nouvel essor avec la représentation canadienne des œuvres écrites et composées par l'auteur-compositeur française Zazie (Zazie, Florent Pagny, Jane Birkin, Johnny Hallyday, Isabelle Boulay).
Le 15 février 1999, la décennie s’achève sur une autre victoire pour Valiquet : Musinfo se voit remettre un disque platine pour les ventes de plus de 100,000 disques de l'album « États d'amour » de l'interprète Isabelle Boulay.

### Parcours au fil des ans, de 2000 à 2009
Un nouveau siècle se lève sur Musinfo avec, en l'an 2000, les signatures exclusives pour le Canada d'Alain Souchon, Julien Clerc, Charles Aznavour, Carla Bruni, Jean-Jacques Goldman, Gérald de Palmas, Nana Mouskouri, Matthieu Chedid (alias M), Hervé Paul, Kent, et l'exclusivité mondiale de trois auteur-compositeur-interprètes canadiens : Yann Perreau, Jacques Gaines et Jérôme Philippe. Deux ans plus tard, en 2002, Musinfo obtient un contrat de sous-édition pour la comédie musicale Roméo et Juliette.
En 2003, Jehan V. Valiquet signe un contrat d'exclusivité avec une parolière française, Sandrine Roy, ce qui permet à Musinfo d'apparaître sur des albums belges, français et québécois comme ceux de Jo Lemaire, David LeBlanc, Gabrielle Destroismaisons, Martin Giroux (finaliste de la Star Académie du Québec en 2004), Ely (Elyanne Breton, demi-finaliste de Star Academy de la France en 2005), Garou (album éponyme 2006), Donald Lautrec, Suzie Villeneuve, Dominica Merola, Marie Denise Pelletier, Audrey Gagnon et Étienne Drapeau. En juin 2004 est signée une entente administrative pour le monde entier entre les Éditions Musinfo et les Éditions Bonté Divine permettant à Valiquet d’associer le nom de sa société au répertoire de Beau Dommage, qui est l'un des groupes ayant le plus marqué la chanson québécoise des années 1970 avec à son actif des classiques comme La Complainte du phoque en Alaska, Ginette ou encore Tous les palmiers. Quelques mois plus tard, à l'hiver 2005, l'Éditeur a également le plaisir de concrétiser l'un de ses projets les plus chers : en coproduction avec Martin Leclerc (Trilogie musique), il donne naissance au CD « Hommage à Aznavour » pour lequel des artistes aussi prestigieux que Diane Dufresne, Michel Rivard, Lynda Lemay, Pierre Lapointe, Jorane, Laurence Jalbert, France d'Amour ainsi que Sylvain Cossette (pour ne citer qu'eux) acceptent de prêter leurs voix et leurs talents en revisitant l'univers du "grand" Charles.
Le 1er septembre de l'année 2007, Musinfo obtient la représentation exclusive (management) du groupe Beau Dommage. Puis, toujours en 2007, Jehan V. Valiquet représente les Éditions Mia Musica (Eddy Marnay) et s'occupe aussi de leur administration à l'échelle mondiale. Pendant les années 2007 et 2008, Jehan V. Valiquet gère, sur le territoire canadien, le catalogue d’un chanteur « slameur » français qui connaît un succès retentissant outre-Atlantique : Grand Corps Malade. Il prend aussi sous son aile la jeune auteur-compositeur-interprète Valérie Lahaie. À la même époque, Valiquet obtient la représentation officielle du catalogue des Éditions Raoul Breton pour le Canada. Le catalogue est prestigieux et comprend des classiques de la chanson française (notamment ceux de Charles Trenet, de Félix Leclerc, et bien d'autres). En décembre 2008, il est nommé au sein du Conseil d'administration de Francophonie Diffusion, un organisme basé à Paris, dont la mission est de promouvoir la chanson à travers toute la Francophonie.
Dès le début de l’année 2009, Valiquet décroche la représentation exclusive pour le Canada des catalogues de Véronique Sanson (Éditions Piano Blanc) et d’Yves Duteil (Les Éditions de l’Écritoire). En février 2009, un coffret souvenir incluant les cinq albums de la formation Beau Dommage (ainsi que 2 DVD) est présenté au public québécois notamment par les Éditions Musinfo, à l'occasion du 35e anniversaire du groupe. L'intégral s'intitule « Album de famille » et connaît un très bon succès de vente. EMI Music Canada et le Groupe Éditorial Musinfo Inc. reçoivent d'ailleurs un prix à l'ADISQ pour la catégorie Anthologie de l'année 2009.

### Parcours au fil des ans, de 2010 à 2015
En 2010, Valiquet signe la nouvelle auteur-compositeur-interprète Sophie Lemaire, en plus d'une coédition avec l'auteur-compositeur-interprète Bori. Il accueille aussi chez Musinfo deux nouvelles recrues, l'ACI Gaële (musicienne accomplie dont l'album donne dans la "pop/humour sérieuse"), puis Annie Poulain qui se consacre à la chanson jazz francophone. Le 1er juin 2010, Jehan V. Valiquet signe un contrat avec un autre des grands de la chanson française, Michel Fugain. Dorénavant, tout le catalogue de Fugain sera représenté en exclusivité pour le Canada par Musinfo. Plus tard dans l’année, Jehan obtient aussi la représentation exclusive du catalogue de la chanteuse française Vanessa Paradis pour le territoire canadien. 
L’année 2011 débute sous le signe de la grâce et de la féminité pour Jehan V. Valiquet alors que deux jeunes auteur-compositeur-interprètes viennent rejoindre le Groupe Éditorial Musinfo Inc. La première, Yaël Benssoussan, est décrite par l’animatrice Monique Giroux comme étant une grande artiste de la relève. Âgée de 22 ans en 2011, Yaël fait preuve d’une maturité et d’une lucidité remarquable, elle qui "compose comme on se bat mais chante pour qu’on se rassemble". La seconde, Ely (Elyanne Breton de son vrai nom) est nulle autre que l’une des demi-finalistes féminines de la Saison 5 de Star Academy en France, présentée à l’automne 2005. Elle qui est originaire de Saint-Lin–Laurentides au Québec avait en effet conquis le cœur de plus de 25 millions de téléspectateurs français lors de son passage de trois mois à Star Academy de cette année-là. Elle a ensuite été l’une des têtes d’affiche de la comédie musicale « Don Juan » de Félix Gray ainsi que du spectacle du Cirque du Soleil « Delirium » qui l’a conduit dans plus de 15 pays européens ainsi qu’en Asie. Ely prépare chez Musinfo son retour sur disque, après la parution d’un premier album (« Hémisphère ») publié en 2007.
En terminant l’année 2011, Jehan V. Valiquet accueille au Groupe Éditorial Musinfo Inc. l'artiste de spoken word Queen Ka (née Elkahna Talbi à Montréal), une artiste québécoise trilingue qui propose une poésie personnelle parfois mise en musique ou simplement déclamée selon les règles originelles de l'art du slam. En plus d'être populaire sur scène (Francofolies, Festival Montréal en lumière, Festival du monde arabe, etc.), Queen Ka fait aussi du théâtre et de la poésie.
Le Groupe Éditorial Musinfo Inc. commence le premier trimestre de l'année 2013 avec une signature exclusive : celle de la chanteuse et compositrice québécoise Anne Bisson, artiste qui obtient beaucoup de succès dans la musique jazz, tant au Québec qu'à l'international. De plus, Jehan V. Valiquet devient l'administrateur des Éditions Basse-Ville contenant la totalité de l'œuvre musicale du regretté auteur-compositeur-interprète québécois Sylvain Lelièvre (Petit matin, Marie-Hélène, etc.).
En 2014, après avoir signé des contrats pour devenir le représentant, au Canada, des œuvres de La Compagnie créole et de l'auteur-compositeur Jean-Paul Dréau (Bibie, Richard Cocciante...), puis après avoir signé la représentation des artistes de Passport Songs Music - France en territoire canadien (on peut retenir ici les artistes suivants : de France : Michel Sardou, Johnny Hallyday, Didier Barbelivien et Tchéky Karyo, de Belgique : David Linx, du Brésil : Hamilton de Holanda, ainsi que le groupe franco-suisse-argentin Gotan Project), Jehan V. Valiquet se voit remettre le Prix Christopher-J.-Reed afin de souligner l'ensemble de sa carrière. Depuis le 22 septembre 2014, Jehan V. Valiquet est devenu président du conseil d'administration de la SODRAC.
L'année 2015 débute en beauté pour Jehan V. Valiquet avec la signature éditoriale pour le Canada de l'auteur-compositeur-interprète Constance Amiot, artiste africaine née de parents français à Abidjan en Côte d’Ivoire. De plus, il obtient la représentation des Éditions Balandras (où l'on retrouve notamment Olivia Ruiz, Louis Ville et Delphine Volange) ainsi que celle des œuvres du regretté Marcel Mouloudji. Du côté "signatures exclusives canadiennes", il s'occupe désormais de la jeune auteure-compositrice Diane Tremblay (alias Shamane) et du compositeur et violoniste Éric Speed. Ce dernier détient depuis 2011 le record du violoniste le plus rapide du monde pour son interprétation éclair de 55,57 secondes du Vol du bourdon.
Par la suite, l'éditeur musical obtient de nouvelles signatures : tout d'abord celle de Michel Robichaud, le grand gagnant du Festival international de la chanson de Granby de l'année 2014 et celle de la chanteuse Nathalie Ladouceur.
Le 1er septembre 2015, il conclut une entente administrative de l'œuvre entière de Michel Rivard. Cela inclut les œuvres des deux maisons d'édition de l'auteur-compositeur-interprète qui fut l'un des membres influent du groupe Beau Dommage, à savoir Bonne Délivrance et Les Éditions Sauvages; Jehan administrant déjà depuis 2007 les œuvres de Beau Dommage via les Éditions Bonté Divine.

### Parcours au fil des ans, de 2016 à 2019
Début 2016, nouvelle signature exclusive pour l'éditeur, celle de l'auteure-compositrice-interprète Dominique Bouffard, une artiste qui participe à plusieurs concours, dont le Festival en chanson de Petite-Vallée, Cégeps en spectacle et Ma première Place des Arts. Il obtient aussi la représentation exclusive, tant pour le Canada que pour les États-Unis, du prestigieux catalogue des Nouvelles Éditions Rideau Rouge qui représente notamment les œuvres de Gilbert Bécaud.
En juin 2016, Jehan V. Valiquet obtient la signature exclusive de deux sociétés d'éditions françaises, Les Éditions My Major Company et Éditions Bamago. La première société représente notamment les artistes suivants : Grégoire, Joyce Jonathan, Baptiste Giabiconi et Allan Theo alors que la seconde représente des œuvres majeures comme Métisse de Yannick Noah et Le Droit à l'erreur et Tu n’es plus là d’Amel Bent. Aussi, l'éditeur propose une signature exclusive (édition mondiale) à Geneviève Binette, une ACI qui participe à de nombreux festivals, dont le Festival de la chanson de Tadoussac et le Festival international de la chanson de Granby et qui écrit pour d'autres artistes, dont Isabelle Boulay.
À l'été 2016, une formation de musique country se rajoute au Groupe Éditorial Musinfo Inc. : les Mountain Daisies, groupe constitué du guitariste Carl Prévost et de la violoniste et choriste Ariane Ouellet. Jehan V. Valiquet obtient l'exclusivité des éditions de ce duo qui se produit aux quatre coins du Québec depuis 2007. De plus, l'auteure-compositrice-interprète Laura Gagné, qui chante De la lune à ton balcon en duo avec Yves Duteil, se greffe aussi à Musinfo.
En mai 2017, Jehan V. Valiquet obtient la représentation exclusive au Canada du chanteur international Salvatore Adamo via sa maison d'éditions Tonight Music. Au même moment, une jeune auteure-compositrice-interprète québécoise joint les rangs de Musinfo; il s'agit d'Andréanne Martin, artiste connue en 2013 à l'émission La Voix. Alors protégée de la chanteuse Ariane Moffatt, elle est par la suite élue "Coup de cœur du public" à l’émission Faites comme chez vous au réseau TVA.
Au printemps 2018, l'éditeur obtient une nouvelle signature pour le Canada : il s'agit du groupe de rap français IAM, originaire de Marseille. Enfin, à l'automne de cette même année, l'auteure-compositrice-interprète Andy St-Louis joint à son tour les rangs de Musinfo. Également pianiste et flûtiste, cette jeune artiste a remporté plusieurs concours, notamment la finale régionale de Cégeps en Spectacle (2011), Caisse qu'on chante (2014), Fais-moi ta toune (2015), Chante en Français (2017) et divers prix lors d'autres concours.
Jehan V. Valiquet obtient, en janvier 2019, la représentation québécoise et canadienne de trois autres maisons d'éditions internationales importantes. Il y a tout d'abord Premiere Music Group et Campbell Connelly France (avec ces deux groupes éditoriaux, on fait ici référence aux œuvres de Claude Nougaro, de Brigitte Fontaine, de Demis Roussos, d'Henri Salvador, d'Alain Bashung et de Bernard Lavilliers, pour ne citer que ces quelques noms). Le troisième groupe, quant à lui, est Music 18, éditions de France qui concerne les œuvres de Joe Dassin et de Serge Reggiani. Enfin, en mars 2019, il signe à Paris la représentation éditoriale canadienne des Éditions Soul Makossa du saxophoniste et compositeur camerounais Manu Dibango.

### Parcours au fil des ans depuis 2020
En 2020, l'éditeur décroche l'administration mondiale de Marmalou Musique, à savoir une grande partie du répertoire de Daniel Lavoie. De plus, une autre artiste se rajoute au Groupe Éditorial Musinfo Inc.. Il s'agit de Rebecca Jean, une artiste multidisciplinaire qui compte à ce jour cinq albums à son actif ainsi qu'un catalogue de plus de 200 compositions et plusieurs projets signés en tant que réalisatrice / directrice musicale.
Au mois d'août 2021, Jehan V. Valiquet publie l'album Amoureuses des mots - Un hommage à Aznavour. Il s'agit d'un disque de 14 chansons enregistrées exclusivement par des femmes rendant hommage, à leur façon toute personnelle, au grand Charles Aznavour. Parmi celles-ci, on retrouve Dominica Merola qui reprend La Mamma en version française et italienne, Rebecca Jean qui y va d'un Hier encore en créole haïtien, Geneviève Binette qui interprète une douce version twangy-surf de Et pourtant, puis Valérie Lahaie qui chante À tout jamais ainsi qu'Anne Bisson et Geneviève Morissette qui s'approprient respectivement Ce sacré piano et Mes emmerdes.
Début 2023, c'est au tour du répertoire d'Anne Sylvestre d'être représenté par Groupe Éditorial Musinfo Inc. en territoire canadien. De plus, et toujours pour le Canada, Jehan V. Valiquet met la main sur deux autres catalogues, de répertoires classiques cette fois-ci, avec Les Éditions Musicales Alphonse Leduc (Éditions Alphonse Leduc) et les Éditions Le Chant du monde qui sont parmi les plus anciennes maisons d'édition musicale de France. Ces maisons d'édition jouent un rôle important dans la vie musicale française depuis de nombreuses décennies. À l'été 2023, Jehan est fier d'annoncer l'acquisition du catalogue éditorial de Michel Jonasz, Musique des Anges, qui contient plus de 350 titres, dont la chanson iconique La boîte de Jazz.

## Autres activités professionnelles
- Jehan V. Valiquet a siégé sur le conseil d’administration de Francophonie Diffusion[14] » jusqu'au début de l'année 2014 et il a aussi siégé pendant quelques années sur celui du « Festival international de la chanson de Granby » (FICG), au Québec.

- De par ses fonctions d'éditeur, il a siégé au cours des dernières années à titre de membre du Conseil d'administration de la SDE (Société de droits d'exécution) et de la SOCAN. Depuis juin 2000, il siège au conseil d'administration de la SODRAC (Société du Droit de Reproduction des Auteurs, Compositeurs et Éditeurs au Canada) en tant que VP-Éditeur[15].

- En 2003, il devient membre fondateur et vice-président de l'APEM[16] (Association des Professionnels de l'Édition Musicale) dont l'objectif est de valoriser le métier d'éditeur et de bâtir un travail à titre aussi bien éducatif qu'informatif auprès des artistes et des instances gouvernementales. En 2011, il se retrouve sur le conseil d’administration de l’APEM et redevient vice-président de cette association pendant quelques années, rôle qu’il avait mis de côté de façon temporaire. Il quitte sa fonction de vice-président au conseil de l'APEM en 2014.

- Le 22 septembre 2014, Jehan V. Valiquet est devenu président du conseil d'administration de la SODRAC, mais depuis juin 2017, c'est à titre de vice-président – éditeur (et ceci pour les prochains trois ans) qu'il siège à la SODRAC. Il est aussi officier du Bureau exécutif[17].

- Depuis octobre 2017, il est nommé sur le conseil d’administration du PACC ("Panthéon des auteurs-compositeurs canadiens")[18].

## Distinctions
- 2014 : Prix Christopher-J.-Reed 2014, décerné par l’APEM, avec le soutien de la SOCAN (Société canadienne des auteurs, compositeurs et éditeurs de musique)[19].
- 2009 : Prix à l'ADISQ, catégorie "Anthologie de l'année 2009", pour l'intégral « Album de famille » de Beau Dommage.
- 1999 : Disque de platine pour les ventes de plus de 100,000 unités du disque « États d'amour » d'Isabelle Boulay.
- 1996 : Trophée de la SOCAN (Société canadienne des auteurs, compositeurs et éditeurs de musique) pour la chanson « Leïla » de Lara Fabian.